# 塞普·范登贝尔赫
塞普·范登贝尔赫（荷蘭語：Sepp van den Berg；2001年12月20日—）是一位荷蘭足球運動員，在場上的位置是中後衛。現効力英超球隊布伦特福德。